# 慶州偰氏
慶州偰氏（キョンジュソルし、けいしゅうせつし、경주설씨）は、朝鮮の氏族の一つ。本貫は慶尚北道慶州市である。2015年の調査では、2,898人。 
始祖は、ウイグル王国の国相を祖先に持つ偰氏の子孫で、紅巾の乱を避けて1358年に高麗へ帰化した偰遜である。氏族名の「偰」は、祖先が偰輦傑河（現在は中国・モンゴル国境地帯）で暮らしていたことに由来する。